# سیارک ۹۹۹۲۸
سیارک ۹۹۹۲۸ (به انگلیسی: 99928 Brainard، نامگذاری:2000EQ147) نود و نه هزار و نهصد و بیست و هشتمین سیارک کشف شده‌است که در ۴ مارس ۲۰۰۰ کشف شد.